# Tuomas Harjula
Tuomas Harjula (* 8. Juni 1998 in Tuusula, Landschaft Uusimaa) ist ein finnischer Biathlet. Er gab 2019 sein Debüt im Weltcup und nahm an den Olympischen Spielen 2022 teil.

## Sportliche Laufbahn

### Juniorenebene
Tuomas Harjula startete ab 2008 für den Verein Keravan Urheilijat in FIS-Rennen und nationalen Wettbewerben im Skilanglauf, ohne dabei jedoch nennenswerte Platzierungen zu erreichen. Sein internationales Debüt im Biathlonsport gab er im Rahmen der Jugendweltmeisterschaften 2016, bei denen er in den Individualwettbewerben 11., 33. und 44. wurde und mit der finnischen Staffel den 7. Platz belegen konnte. Zudem nahm er an den Olympischen Jugendspielen in Lillehammer teil, dort erreichte er im Sprint den 11. Platz, in der Verfolgung den 7. Rang und wurde gemeinsam mit Jenni Keränen im Single-Mixed-Staffelbewerb Zehnter. Zu Beginn der Saison 2016/17 gab Harjula bei den Wettkämpfen in Beitostølen sein Debüt im IBU-Cup, erreichte als 66. und 92. jedoch die Punkteränge nicht im Ansatz. Erneut nahm der Finne an den Jugendweltmeisterschaften teil und konnte sich dort als Achter im Einzel, Elfter im Sprint, Fünfter in der Verfolgung und Sechster mit der Staffel in allen Wettkämpfen unter den besten 15 platzieren.
In der darauffolgenden Saison lief Harjula zunächst im Juniorcup und später im IBU-Cup, kam aber nicht über durchschnittliche Platzierungen hinaus, sein bestes Saisonergebnis erzielte er als Siebter des Einzels bei den Junioreneuropameisterschaften auf der Pokljuka-Hochebene in Slowenien. Seine ersten Punktgewinne im IBU-Cup gelangen dem Finnen Anfang Dezember 2018 in Idre als 27. des Sprints, ansonsten verlief die Saison eher wie die vorherige ohne auffällige Resultate. Auch im Winter 2019/20 startete Harjula zunächst im IBU-Cup. Trotz mittelmäßiger Leistungen durfte er daraufhin als Teil der finnischen Staffel, die am Ende den 18. Platz belegte, im Dezember 2019 in Östersund sein Weltcupdebüt feiern. Auch bei der nächsten Weltcupstation zwei Wochen später durfte Harjula wieder in der Staffel laufen und verbesserte sich mit Tero Seppälä, Olli Hiidensalo und Jaakko Ranta bis auf Rang 13. Mit dem Sprint in Le Grand-Bornand durfte der Finne auch erstmals einen Individualwettkampf im Weltcup bestreiten und erreichte als 51. nach fehlerfreier Schießleistung sofort das Verfolgungsrennen. Bestätigen konnte er dieses Ergebnis im Verlauf des Winters nicht.

### Etablierung im Weltcup

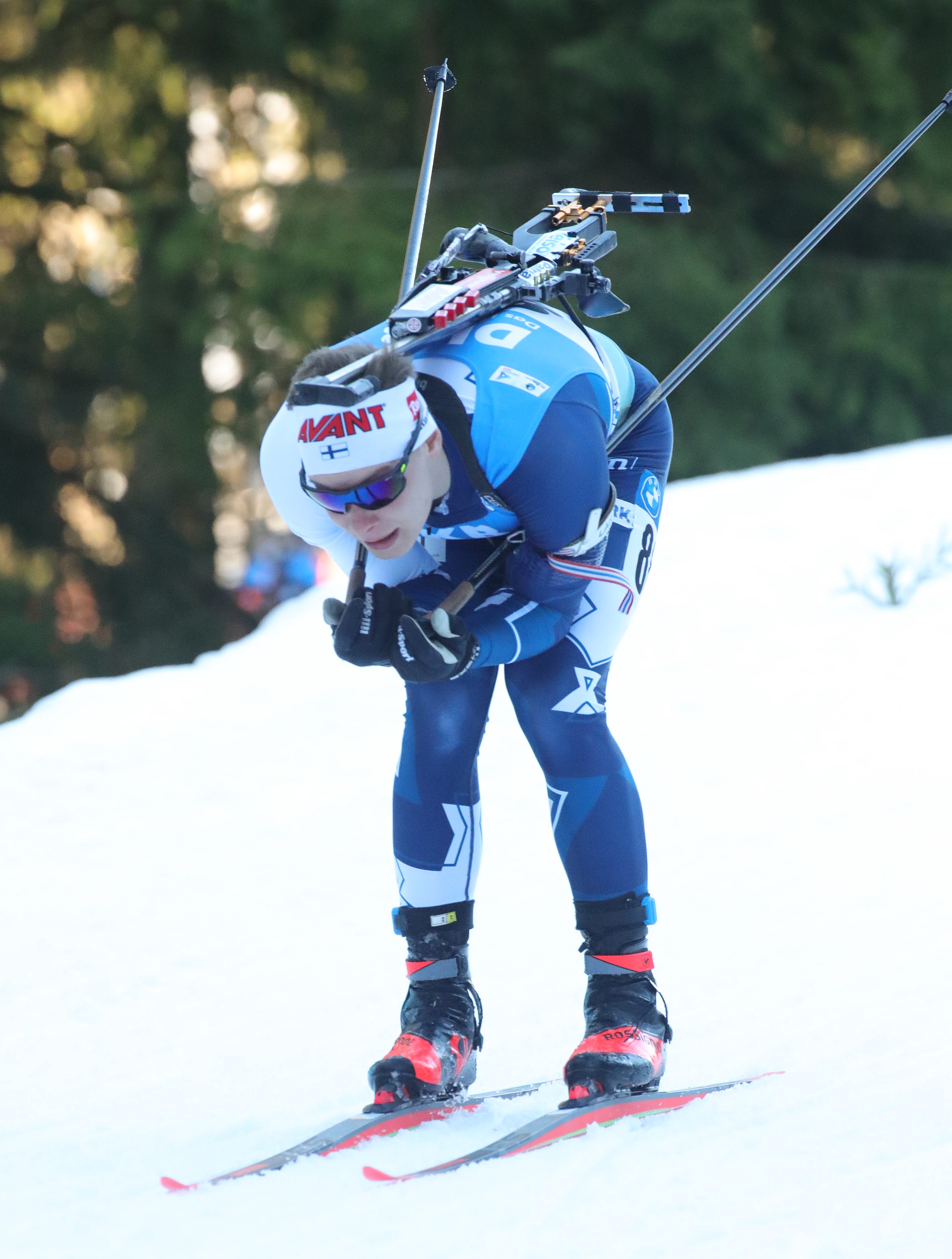
Harjula im Einzel der WM 2023

In der Saison 2020/21 war Harjula regelmäßig Teil der finnischen Weltcupmannschaft. Gleich im ersten Wettkampf des Winters, einem Einzel in Kontiolahti, belegte er mit einem Schießfehler überraschend den 14. Rang und ergatterte damit seine ersten Weltcuppunkte. In den weiteren Wettbewerben verpasste er es zwar, weitere Punkte zu sammeln, befand sich aber regelmäßig unter den besten 60 Athleten. Bei seinen ersten Weltmeisterschaften verbesserte er sich im Februar 2021 in der Verfolgung von Platz 46 auf 26 und klassierte sich somit zum zweiten Mal in den Punkterängen. Das beste Staffelergebnis der Saison gelang den finnischen Herren in Antholz, wo sie Rang sieben belegten und damit das beste Ergebnis seit Januar 2002, also fast 20 Jahren, erzielten. Im Winter 2021/22 gelang Harjula keine Leistungssteigerung, er lief mit dem 40. Platz im Einzel von Antholz zu einem einzigen Weltcuppunkt und nahm als vierter Athlet der finnischen Mannschaft ohne nennenswertes Ergebnis an den Olympischen Spielen von Peking teil.
Unerwartet stark präsentierte sich Harjula im ersten Trimester der Saison 2022/23. Mit Rang 14 im Verfolgungswettkampf von Hochfilzen (nach Sprintrang 41) egalisierte er sein persönlich bestes Weltcupergebnis, an gleicher Stelle lief er gemeinsam mit Jaakko Ranta, Tero Seppälä und Olli Hiidensalo auf Rang fünf im Staffelrennen. Auch in Le Grand-Bornand verbesserte er sich im Verfolger und lief von Platz 36 auf 19, damit qualifizierte er sich für seinen ersten Massenstart und schloss diesen trotz zweier Schießfehler auf Platz 10 ab, seinem bis heute besten Karriereergebnis. Auf der Pokljuka erreichte der Finne zudem an der Seite von Suvi Minkkinen Rang vier im Single-Mixed-Bewerb und damit das bis dahin beste Mixedstaffelergebnis der finnischen Biathlongeschichte. Nach dem Jahreswechsel fielen die Leistungen Harjulas ab, womit nur ein weiterer Punktgewinn zu Buche stand. Ein Kuriosum erlebte er bei den Weltmeisterschaften in Oberhof, als er im Sprint in der ersten Runde stürzte, dabei sein Gewehr beschädigte und lediglich eine von zehn Scheiben traf. Nachdem er im Liegendanschlag alle fünf Scheiben verfehlt hatte, vermied Harjula es jedoch, die Strafrunden zu laufen, womit er zehn Strafminuten addiert bekam und in der Endwertung mit über 17 Minuten Rückstand den letzten Platz belegte.

### Rückstufung in den IBU-Cup
Im Winter 2023/24 bekam Harjula nach schwachem Start nur wenige Weltcupeinsätze. Im Großteil der Saison lief er im IBU-Cup und wurde in Ridnaun einmal 13. des Massenstartes, an gleicher Stelle gelang ihm gemeinsam mit Noora Kaisa Keränen der erste Podestplatz seiner Karriere in einem Wettkampf auf Erwachsenenebene. Bei der WM bestritt er lediglich die Mixedstaffel, die den 20. Schlussrang belegte. Daher wurde er im Zuge der Kadereinteilung des finnischen Verbandes aus der Nationalmannschaft gestrichen und gehört seither keinem Kader an. Trotzdem lief der Finne zu Beginn der Folgesaison in Geilo mit fehlerfreier Schießleistung auf Rang vier im Einzel, woraufhin er für die folgenden zwei Wettkampfstationen wieder in den Weltcup beordert wurde und in Le Grand-Bornand mit Platz 35 im Sprint nach längerer Zeit wieder Weltcuppunkte gewinnen konnte.

## Statistiken

### Weltcupplatzierungen
Die Tabelle zeigt alle Platzierungen (je nach Austragungsjahr einschließlich Olympische Spiele und Weltmeisterschaften).
- 1.–3. Platz: Anzahl der Podiumsplatzierungen
- Top 10: Anzahl der Platzierungen unter den ersten zehn (einschließlich Podium)
- Punkteränge: Anzahl der Platzierungen innerhalb der Punkteränge (einschließlich Podium und Top 10)
- Starts: Anzahl gelaufener Rennen in der jeweiligen Disziplin
- Staffel: inklusive Mixed- und Single-Mixed-Staffeln

| Platzierung               | Einzel | Sprint | Verfolgung | Massenstart | Staffel | Gesamt |
| ------------------------- | ------ | ------ | ---------- | ----------- | ------- | ------ |
| 1. Platz                  |        |        |            |             |         |        |
| 2. Platz                  |        |        |            |             |         |        |
| 3. Platz                  |        |        |            |             |         |        |
| Top 10                    |        |        |            | 1           | 9       | 10     |
| Punkteränge               | 2      | 3      | 3          | 1           | 25      | 34     |
| Starts                    | 10     | 24     | 11         | 1           | 25      | 71     |
| Stand: Saisonende 2024/25 |        |        |            |             |         |        |

### Weltcupwertungen
Ergebnisse bei Biathlon-Weltcups (Disziplinen- und Gesamtweltcup) gemäß Punktesystem:
| Saison  | Einzel | Einzel | Sprint | Sprint | Verfolgung | Verfolgung | Massenstart | Massenstart | Gesamt | Gesamt |
| Saison  | Platz  | Punkte | Platz  | Punkte | Platz      | Punkte     | Platz       | Punkte      | Platz  | Punkte |
| ------- | ------ | ------ | ------ | ------ | ---------- | ---------- | ----------- | ----------- | ------ | ------ |
| 2020/21 | 36.    | 27     | –      | –      | 61.        | 15         | –           | –           | 62.    | 42     |
| 2021/22 | 56.    | 1      | –      | –      | –          | –          | –           | –           | 104.   | 1      |
| 2022/23 | –      | –      | 63.    | 14     | 37.        | 49         | 33.         | 31          | 41.    | 94     |
| 2024/25 | –      | –      | 72.    | 6      | –          | –          | –           | –           | 84.    | 6      |

### Olympische Winterspiele
Ergebnisse bei Olympischen Winterspielen:
|                                        | Einzelwettbewerbe | Einzelwettbewerbe | Einzelwettbewerbe | Einzelwettbewerbe | Staffelwettbewerbe | Staffelwettbewerbe |
| Einzel                                 | Sprint            | Verfolgung        | Massenstart       | Männerstaffel     | Mixedstaffel       |                    |
| -------------------------------------- | ----------------- | ----------------- | ----------------- | ----------------- | ------------------ | ------------------ |
| Olympische Winterspiele 2022 \| Peking | 81.               | 92.               | –                 | –                 | 17.                | –                  |

### Weltmeisterschaften
Ergebnisse bei Weltmeisterschaften:
| Weltmeisterschaften | Weltmeisterschaften | Einzelwettbewerbe | Einzelwettbewerbe | Einzelwettbewerbe | Einzelwettbewerbe | Staffelwettbewerbe | Staffelwettbewerbe | Staffelwettbewerbe |
| Jahr                | Ort                 | Einzel            | Sprint            | Verfolgung        | Massenstart       | Männerstaffel      | Mixedstaffel       | S.-M.-Staffel      |
| ------------------- | ------------------- | ----------------- | ----------------- | ----------------- | ----------------- | ------------------ | ------------------ | ------------------ |
| 2021                | Pokljuka            | 64.               | 46.               | 26.               | –                 | 19.                | 13.                | –                  |
| 2023                | Oberhof             | 41.               | 111.              | –                 | –                 | 10.                | 11.                | –                  |
| 2024                | Nové Město          | –                 | –                 | –                 | –                 | –                  | 20.                | –                  |

### Jugend-/Juniorenweltmeisterschaften
Harjula nahm bis 2017 an den Jugend-, ab 2018 an den Juniorenwettkämpfen teil.
| Weltmeisterschaften | Weltmeisterschaften | Einzelwettbewerbe | Einzelwettbewerbe | Einzelwettbewerbe | Männerstaffel |
| Jahr                | Ort                 | Einzel            | Sprint            | Verfolgung        | Männerstaffel |
| ------------------- | ------------------- | ----------------- | ----------------- | ----------------- | ------------- |
| 2016                | Cheile Grădiștei    | 11.               | 44.               | 43.               | 7.            |
| 2017                | Osrblie             | 8.                | 11.               | 5.                | 6.            |
| 2018                | Otepää              | 47.               | 30.               | 41.               | DNF           |
| 2019                | Osrblie             | 23.               | 79.               | –                 | 7.            |
| 2020                | Lenzerheide         | 32.               | 66.               | –                 | 13.           |